# 武蔵野市の町名
本項武蔵野市の町名（むさしのしのちょうめい）では、東京都武蔵野市における現在の町名及び過去に存在した町名と大字名・小字名を一覧化するとともに、明治時代初期以来の町名・字名の変遷について記述する。

## 概要
東京都武蔵野市は、1889年（明治22年）に当時の吉祥寺、西窪、関前、境の4箇村および井口新田の飛地が合併して発足した武蔵野村が、1928年（昭和3年）の町制の施行を経て、1947年（昭和22年）に市制を施行することで成立した。

### 現行行政町名
武蔵野市では、1963年から1966年にかけて全域で住居表示に関する法律に基づく住居表示を実施している。また、これに先立ち1962年（昭和37年）5月に市内全域の町名整理を実施し、現在の13町51丁目からなる新町丁を設置した。このため、住居表示の前後で町名の変更は無い。
| 町名             | 町名の読み               | 町区域新設年月日 | 住居表示実施年月日 | 住居表示実施前の町名等 | 備考 |
| ---------------- | ------------------------ | ---------------- | ------------------ | ---------------------- | ---- |
| 吉祥寺東町一丁目 | きちじょうじひがしちょう | 1962年4月1日     | 1963年5月1日       | 吉祥寺東町1の全部      |      |
| 吉祥寺東町二丁目 | きちじょうじひがしちょう | 1962年4月1日     | 1963年5月1日       | 吉祥寺東町2の全部      |      |
| 吉祥寺東町三丁目 | きちじょうじひがしちょう | 1962年4月1日     | 1963年5月1日       | 吉祥寺東町3の全部      |      |
| 吉祥寺東町四丁目 | きちじょうじひがしちょう | 1962年4月1日     | 1963年5月1日       | 吉祥寺東町4の全部      |      |
| 吉祥寺南町一丁目 | きちじょうじみなみちょう | 1962年4月1日     | 1964年9月1日       | 吉祥寺南町1の全部      |      |
| 吉祥寺南町二丁目 | きちじょうじみなみちょう | 1962年4月1日     | 1964年9月1日       | 吉祥寺南町2の全部      |      |
| 吉祥寺南町三丁目 | きちじょうじみなみちょう | 1962年4月1日     | 1964年9月1日       | 吉祥寺南町3の全部      |      |
| 吉祥寺南町四丁目 | きちじょうじみなみちょう | 1962年4月1日     | 1964年9月1日       | 吉祥寺南町4の全部      |      |
| 吉祥寺南町五丁目 | きちじょうじみなみちょう | 1962年4月1日     | 1964年9月1日       | 吉祥寺南町5の全部      |      |
| 吉祥寺本町一丁目 | きちじょうじほんちょう   | 1962年4月1日     | 1964年2月1日       | 吉祥寺本町1の全部      |      |
| 吉祥寺本町二丁目 | きちじょうじほんちょう   | 1962年4月1日     | 1964年2月1日       | 吉祥寺本町2の全部      |      |
| 吉祥寺本町三丁目 | きちじょうじほんちょう   | 1962年4月1日     | 1964年2月1日       | 吉祥寺本町3の全部      |      |
| 吉祥寺本町四丁目 | きちじょうじほんちょう   | 1962年4月1日     | 1964年2月1日       | 吉祥寺本町4の全部      |      |
| 吉祥寺北町一丁目 | きちじょうじきたまち     | 1962年4月1日     | 1963年5月1日       | 吉祥寺北町1の全部      |      |
| 吉祥寺北町二丁目 | きちじょうじきたまち     | 1962年4月1日     | 1963年5月1日       | 吉祥寺北町2の全部      |      |
| 吉祥寺北町三丁目 | きちじょうじきたまち     | 1962年4月1日     | 1963年5月1日       | 吉祥寺北町3の全部      |      |
| 吉祥寺北町四丁目 | きちじょうじきたまち     | 1962年4月1日     | 1963年5月1日       | 吉祥寺北町4の全部      |      |
| 吉祥寺北町五丁目 | きちじょうじきたまち     | 1962年4月1日     | 1963年5月1日       | 吉祥寺北町5の全部      |      |
| 御殿山一丁目     | ごてんやま               | 1962年4月1日     | 1964年5月1日       | 御殿山1の全部          |      |
| 御殿山二丁目     | ごてんやま               | 1962年4月1日     | 1964年5月1日       | 御殿山2の全部          |      |

| 町名         | 町名の読み   | 町区域新設年月日 | 住居表示実施年月日 | 住居表示実施前の町名等 | 備考 |
| ------------ | ------------ | ---------------- | ------------------ | ---------------------- | ---- |
| 中町一丁目   | なかちょう   | 1962年4月1日     | 1963年9月1日       | 中町1の全部            |      |
| 中町二丁目   | なかちょう   | 1962年4月1日     | 1963年9月1日       | 中町2の全部            |      |
| 中町三丁目   | なかちょう   | 1962年4月1日     | 1963年9月1日       | 中町3の全部            |      |
| 西久保一丁目 | にしくぼ     | 1962年4月1日     | 1965年3月1日       | 西久保1の全部          |      |
| 西久保二丁目 | にしくぼ     | 1962年4月1日     | 1965年3月1日       | 西久保2の全部          |      |
| 西久保三丁目 | にしくぼ     | 1962年4月1日     | 1965年3月1日       | 西久保3の全部          |      |
| 緑町一丁目   | みどりちょう | 1962年4月1日     | 1965年4月1日       | 緑町1の全部            |      |
| 緑町二丁目   | みどりちょう | 1962年4月1日     | 1965年4月1日       | 緑町2の全部            |      |
| 緑町三丁目   | みどりちょう | 1962年4月1日     | 1965年4月1日       | 緑町3の全部            |      |
| 八幡町一丁目 | やはたちょう | 1962年4月1日     | 1966年9月1日       | 八幡町1の全部          |      |
| 八幡町二丁目 | やはたちょう | 1962年4月1日     | 1966年9月1日       | 八幡町2の全部          |      |
| 八幡町三丁目 | やはたちょう | 1962年4月1日     | 1966年9月1日       | 八幡町3の全部          |      |
| 八幡町四丁目 | やはたちょう | 1962年4月1日     | 1966年9月1日       | 八幡町4の全部          |      |

| 町名         | 町名の読み       | 町区域新設年月日 | 住居表示実施年月日 | 住居表示実施前の町名等 | 備考 |
| ------------ | ---------------- | ---------------- | ------------------ | ---------------------- | ---- |
| 関前一丁目   | せきまえ         | 1962年4月1日     | 1966年9月1日       | 関前1の全部            |      |
| 関前二丁目   | せきまえ         | 1962年4月1日     | 1966年9月1日       | 関前2の全部            |      |
| 関前三丁目   | せきまえ         | 1962年4月1日     | 1966年9月1日       | 関前3の全部            |      |
| 関前四丁目   | せきまえ         | 1962年4月1日     | 1966年9月1日       | 関前4の全部            |      |
| 関前五丁目   | せきまえ         | 1962年4月1日     | 1966年9月1日       | 関前5の全部            |      |
| 境一丁目     | さかい           | 1962年4月1日     | 1965年9月1日       | 境1の全部              |      |
| 境二丁目     | さかい           | 1962年4月1日     | 1965年9月1日       | 境2の全部              |      |
| 境三丁目     | さかい           | 1962年4月1日     | 1965年9月1日       | 境3の全部              |      |
| 境四丁目     | さかい           | 1962年4月1日     | 1965年9月1日       | 境4の全部              |      |
| 境五丁目     | さかい           | 1962年4月1日     | 1965年9月1日       | 境5の全部              |      |
| 境南町一丁目 | きょうなんちょう | 1962年4月1日     | 1966年4月1日       | 境南町1の全部          |      |
| 境南町二丁目 | きょうなんちょう | 1962年4月1日     | 1966年4月1日       | 境南町2の全部          |      |
| 境南町三丁目 | きょうなんちょう | 1962年4月1日     | 1966年4月1日       | 境南町3の全部          |      |
| 境南町四丁目 | きょうなんちょう | 1962年4月1日     | 1966年4月1日       | 境南町4の全部          |      |
| 境南町五丁目 | きょうなんちょう | 1962年4月1日     | 1966年4月1日       | 境南町5の全部          |      |
| 桜堤一丁目   | さくらづつみ     | 1962年4月1日     | 1966年4月1日       | 桜堤1の全部            |      |
| 桜堤二丁目   | さくらづつみ     | 1962年4月1日     | 1966年4月1日       | 桜堤2の全部            |      |
| 桜堤三丁目   | さくらづつみ     | 1962年4月1日     | 1966年4月1日       | 桜堤3の全部            |      |

## 旧町名
1962年（昭和37年）4月1日の町名整理より以前は、町村制施行前の村名を引き継いだ吉祥寺、西窪、関前、境の4大字が設置されていた。地番は大字単位で付番されており、小字は正式な行政地名にならず通称に留まっていた。
現行町丁の区画は大字を分割して設置されているが、複数の大字に跨って設置された町はない。